# Armada (film)
Pour les articles homonymes, voir Michiel de Ruyter (homonymie), De Ruyter et Armada.
Pour plus de détails, voir Fiche technique et Distribution.
Armada (Michiel de Ruyter) est un film historique néerlando-belge coproduit, photographié et réalisé par Roel Reiné  sorti en 2015.

## Synopsis
C'est le récit des batailles navales contre l'Angleterre menées par l'amiral des Provinces-Unies, Michiel de Ruyter.

## Fiche technique
- Titre original : Michiel de Ruyter
- Titre français : Armada
- Titre québécois : Amiral
- Réalisation : Roel Reiné[2]
- Scénario : Lars Boom et Alex van Galen
- Direction artistique : Ruben Schwartz
- Décors : Robin van Eijk
- Costumes : Martina Fehmer et Margriet Procee
- Photographie : Roel Reiné
- Montage : Radu Ion
- Musique : Trevor Morris
- Production : Klaas de Jong
- Sociétés de production : Ciné Cri de cœur, Farmhouse Film & TV et TROS
- Sociétés de distribution : Pathé
- Budget :
- Pays d’origine : Pays-Bas, Belgique
- Langue : Néerlandais
- Format : Couleurs - 35 mm - 2,35:1 - Son Dolby numérique
- Genre :  Film historique et d'aventure
- Durée : 130 minutes
- Dates de sortie :
  - Pays-Bas : 29 janvier 2015
  - Belgique : 3 mars 2015
  - France : 20 juin 2018 sous le titre Armada

## Distribution
- Frank Lammers (VF : Georges Pawloff) : Michiel de Ruyter
- Charles Dance : Charles II
- Rutger Hauer : Maarten Tromp
- Barry Atsma (VF : Jean-Didier Aïssy) : Johan de Witt
- Aurélie Meriel : Louise
- Daniel Brocklebank : Lord Chancellor
- Tygo Gernandt : Willem Joseph de Gand
- Egbert-Jan Weeber (VF : Michel Barrio) : Guillaume III d'Orange-Nassau
- Filip Peeters : Abraham Duquesne
- Derek de Lint : Johan Kievit
- Ella-June Henrard : Marie Stuart
- Lieke van Lexmond : Wendela de Witt
- Gene Bervoets : Van Ginneken
- Roeland Fernhout (VF : Michaël Cermeno) : Cornelis de Witt
- Hajo Bruins : Cornelis Tromp
- Sanne Langelaar (VF : Sophie O) : Anna de Ruyter
- Nils Verkooijen : Engel de Ruyter
- Will Bowden : Prince Rupert
- Joost Koning : Kees
- Victor Löw : De Waerd
- Axel Daeseleire : Constable of Michiel de Ruyter
- Jelle de Jong : Hans Willem Bentinck
- Pip Pellens : Klaartje
- Youval Kuipers : Assassin
- Jada Borsato : Neeltje de Ruyter
- Jules Croiset : De Graeff
- Michael Nierse : Tom - Kruitloopjongen van Michiel de Ruyter
- Bas van Prooijen : Gijs
- Simon Ates : Guard
- Robbert Blokland : Angry Orangistm
- Tim de Zwart : Chirurgijn 7 Provinciën
- Thedo Keizer : Member of Parliament
- Lukas Dijkema : Jan van Brakel
- Marcel van der Sanden : First Officer
- David Corbett : lord Baron
- Erik Cardon : Mayor of Flushing
- Lars Bech : Hendrik
- Dick Carlier : Member of Parliament
- Nick Vorsselman : Warrior

Source : version française (VF) selon le carton de doublage

## Autour du film
Les scènes en mer ont été tournées sur le Shtandart, réplique de 1999 d'une frégate russe du XVIIIe siècle du même nom, navire amiral du tsar Pierre le Grand. La frégate Étoile du Roy, réplique de 1997, apparaît également en tant que navire britannique.